# Августин Новосельський
Августин Новосельський (пол. Augustyn Nowosielski; листопад 1711, Перемишльщина — 1779, Кобринь) — церковний діяч, священник-василіянин з Литовської провінції, богослов, педагог, перекладач, генеральний секретар ЧСВВ, архимандрит Кобринського монастиря.

## Життєпис
Народився в листопаді 1711 року на Перемишльщині. Походив зі шляхетської греко-католицької родини. Батько Олександр Новосельський, мати Тетяна. Вступив до Василіянського Чину на початку 1730-х років. У 1739—1743 роках вивчав богослов'я в Грецькій колегії святого Атанасія в Римі (вступив 10 грудня 1739, завершив перебування в колегії 4 квітня 1743). Під час студій у Римі був висвячений у священничий сан. У 1743—1747 роках, правдоподібно, був учителем у василіянських школах Литовської провінції. Від 1747 до 1751 року виконував обов'язки генерального секретаря Чину, а в 1751 році був обраний на секретаря Литовської провінції. Упродовж 1754—1757 років був настоятелем Вітебського монастиря, у 1757—1758 роках — настоятель Битенського монастиря. Від 1758 року — архимандрит Кобринського монастиря, у 1759—1763 роках — консультор (радник) провінції.
Помер у 1779 році в м. Кобринь.

## Творчість
Переклав і видав (одночасно латинський і польський текст, з власним, римованим перекладом) твір італійського театинця Каетано Корацци «De arte bene amandi sive De diligendo Deo libri tres» («O Kunszcie Dobrego Kochania Albo O Miłosci Boskiey Xięgi Troie») (Вільно 1764 і 1767). Видання є прикладом релігійно-освітньої діяльності василіян «золотої добі» (1760—1775) розвитку Чину, а також вкладу в загальний, окциденталізаційний процес на східних землях Речі Посполитої у XVIII ст.